# Q (шифр)
Q — блочный шифр с прямой структурой SP-сети c S-блоками. Q-шифр берет происхождение от шифров Rijndael и Serpent. Впервые он был представлен Лесли МакБрайд (англ. Leslie McBride) на конкурсе, проводившимся проектом NESSIE. Алгоритм использует 128-битный блок данных в виде байтового массива {\displaystyle 4\times 4}, над которым и проводятся операции.
Теоретически алгоритм не имеет ограничения на размер используемых ключей шифрования. В рамках конкурса NESSIE рассматривалось только три фиксированных размера: 128, 192 и 256 битов.
Алгоритм подвержен как дифференциальному, так и линейному криптоанализу.

## Общие сведения
Q использует три различных s-блока. Первый {\displaystyle 8\times 8} s-блок, называющийся S, и два блока {\displaystyle 4\times 4}, A и B (A взят из алгоритма Serpent, B — «Serpent-подобный»). Каждая стадия подстановки использует многократные копии s-блоков параллельно для обработки 128-битного входа (16 копий S и 32 копии A и B).
В шифре используются три линейные трансформации. Перестановка {\displaystyle P} работает на 128-битном блоке, представленном в виде четырёх 32-битных слов {\displaystyle W_{0},W_{1},W_{2},W_{3}} следующим образом: {\displaystyle W_{0}} не изменяется; {\displaystyle W_{1},W_{2},W_{3}} поворачиваются на один байт, два байта и три байта соответственно. Другие две линейные трансформации назовём {\displaystyle PreSerpent()} и {\displaystyle PostSerpent()}, так как они применяются до и после блоков A и B. {\displaystyle PreSerpent()} отправляет биты {\displaystyle W_{0}} в первые биты 32-битных идентичных копий s-блока {\displaystyle 4\times 4}, биты {\displaystyle W_{1}} — во вторые биты s-блоков и т. д. {\displaystyle PostSerpent()} — просто инверсия {\displaystyle PreSerpent().}

## Алгоритм
Q-шифр может иметь различные размеры ключей. Рассмотрим шифр с 128-битным ключом и с 8 полными раундами. Для усиленной защиты применяются 9 раундов. Алгоритм «key-scheduling algorithm» или «KSA» генерирует 12 128-битных подключ {\displaystyle KW_{1},KA,KB,K_{0},K_{1},...,K_{7},KW_{2}.} Каждый раунд {\displaystyle r} ({\displaystyle 0\leq r\leq 7}) состоит из:
1. {\displaystyle \oplus KA} — первое наложение ключа {\displaystyle KA}. Выполняется побитовое исключающее «или» (XOR), применяющееся к каждому биту обрабатываемого блока и соответствующему биту расширенного ключа.
2. Подстановка S ({\displaystyle Substitution(S)}) — взята из алгоритма Rijndael.
3. {\displaystyle \oplus KB} — второе наложение ключа {\displaystyle KB}.
4. {\displaystyle PreSerpent(),A,PostSerpent()} — операция унаследована от алгоритма Serpent.
5. {\displaystyle \oplus K_{r}} — третье наложение ключа {\displaystyle K_{r}.} Подключ {\displaystyle K_{r}} уникален для каждого раунда.
6. Перестановка {\displaystyle P}.
7. {\displaystyle PreSerpent(),B,PostSerpent()}.

Полный алгоритм состоит из {\displaystyle \oplus KW_{1},Round_{0},...,Round_{7},\oplus KA,Substitution(S),\oplus KB,\oplus KW_{2}}.
Расшифровывание происходит аналогично шифрованию с небольшими изменениями:
1. Меняются местами операции 5 и 6 в каждом раунде.
2. Для 2, 4 и 6 — используются инверсные операции.
3. Ключи {\displaystyle K_{r}} используются в обратной последовательности.

## Криптоанализ
В работе показано, что шифр неустойчив к линейному криптоанализу, с вероятностью 98,4 % 128-битный ключ будет восстановлен из {\displaystyle 2^{97}} известных пар открытого текста — шифротекста.